# Natalja Wladimirowna Malyschewa
Natalja Wladimirowna Malyschewa (russisch Наталья Владимировна Малышева; * 12. Dezember 1921 in Feodossija in der Autonomen Sozialistischen Sowjetrepublik der Krim; † 4. Februar 2012 in Moskau) war eine sowjetisch-russische Raketentechnikerin und Nonne.

## Leben
Malyschewa, Tochter eines Semstwo-Arztes, war von Kindheit an sportlich aktiv und absolvierte Krankenpflegekurse. Nach dem Schulbesuch begann sie das Studium am Moskauer Staatlichen Luftfahrtinstitut (MAI).
Zu Beginn des Deutsch-Sowjetischen Krieges kam Malyschewa sogleich an die Front und arbeitete in der Divisionsaufklärung in Richtung Wolokolamsk. Nach einem dreimonatigen Aufklärerkurs im Juni 1942 arbeitete sie in der Aufklärung der von Konstantin Konstantinowitsch Rokossowski kommandierten 16. Armee. Bei Kriegsende war sie Leutnant. Nach dem Krieg diente sie in Oberschlesien und kam 1949 nach Potsdam.
Nach der Entlassung aus der Roten Armee kehrte Malyschewa zum Studium ins MAI zurück. Sie wurde sogleich in den dritten Jahreskurs aufgenommen, nach dessen Abschluss sie als Konstrukteurin für Raketentriebwerke im Forschungsinstitut NII-88 in Podlipki eingesetzt wurde. Sie war an den Entwicklungen der Triebwerke für das Steuern und Abbremsen der ersten ballistischen Raketen und Raumschiffe beteiligt. Dazu gehörte auch die Wostok 1 mit Juri Alexejewitsch Gagarin. Sie war auch an der Triebwerksentwicklung für den Flugabwehrraketenkomplex S-75 Pjotr Dmitrijewitsch Gruschins beteiligt, wofür sie einen Orden erhielt. Sie war die einzige Frau in der Kommission für die Prüfung von Raketenkomplexen. Sie erhielt den Majorsrang.
Nach der Pensionierung half Malyschewa bei der Einrichtung des Moskauer Hofes des russisch-orthodoxen Pühtitsa-Frauenklosters in Kuremäe. Sie blieb in dem Moskauer Hof und wurde die einfache Nonne Adriana. Alexander Maxowitsch Schilow malte sie 2008.

## Ehrungen, Preise
- Orden des Vaterländischen Krieges I. und II. Klasse[5][6]
- Orden des Roten Sterns
- Ehrenzeichen der Sowjetunion (zweimal)
- Medaille „Für Verdienste im Kampf“
- Medaille „Für die Verteidigung Moskaus“
- Medaille „Für die Verteidigung Stalingrads“
- Internationaler Preis für Glaube und Treue des 1992 gegründeten Fonds Apostel Andreas[1]